# Duncan Shearer
Pour les articles homonymes, voir Shearer.
Duncan Shearer, né le 28 août 1962 à Fort William (Écosse), est un footballeur écossais, qui évoluait au poste d'attaquant à Aberdeen FC et en équipe d'Écosse. 
Shearer a marqué deux buts lors de ses sept sélections avec l'équipe d'Écosse entre 1994 et 1995. 

## Carrière
- 1982 : Clachnacuddin FC
- 1983-1986 : Chelsea FC
- 1986-1988 : Huddersfield Town
- 1988-1992 : Swindon Town
- 1992 : Blackburn Rovers
- 1992-1997 : Aberdeen FC
- 1997-2000 : Inverness Caledonian Thistle

## Palmarès

### En équipe nationale
- 7 sélections et 2 buts avec l'équipe d'Écosse entre 1994 et 1995.

### Avec Aberdeen FC
- Vainqueur de la Coupe de la Ligue écossaise de football en 1996.